# Sebas Vreys
Sebas Vreys (28 april 2006) is een Belgisch voetballer die onder contract ligt bij Patro Eisden Maasmechelen.

## Carrière
Vreys begon zijn jeugdopleiding bij Genk VV. Via STVV, de Soccer Arena Academie en Bregel Sport belandde Vreys bij Patro Eisden Maasmechelen. Vreys speelde tijdens een groot deel van zijn jeugdopleiding als doelman, maar uiteindelijk schoolde hij zich om tot veldspeler. Op 21 september 2024 maakte Vreys zijn profdebuut: in de competitiewedstrijd tegen Francs Borains (4-1-zege) liet trainer Stijn Stijnen hem in de blessuretijd invallen.

## Clubstatistieken
| Seizoen         | Club            | Land            | Competitie      | Competitie | Competitie | Beker | Beker | Supercup | Supercup | Europees | Europees | Totaal | Totaal |
| Seizoen         | Club            | Land            | Competitie      | Wed.       | Dlp.       | Wed.  | Dlp.  | Wed.     | Dlp.     | Wed.     | Dlp.     | Wed.   | Dlp.   |
| --------------- | --------------- | --------------- | --------------- | ---------- | ---------- | ----- | ----- | -------- | -------- | -------- | -------- | ------ | ------ |
| 2024/25         | Patro Eisden    | Vlag van België | Eerste klasse B | 1          | 0          | 0     | 0     | —        | —        | —        | —        | 1      | 0      |
| Carrière totaal | Carrière totaal | Carrière totaal | Carrière totaal | 1          | 0          | 0     | 0     | 0        | 0        | 0        | 0        | 1      | 0      |

Bijgewerkt op 26 februari 2025.
1 Geladé ·
3 Kis ·
4 Borry ·
5 Olivier ·
6 Dijkhuizen ·
7 Van Eenoo ·
8 Peeters ·
11 Dansoko ·
12 Belin ·
14 Renson  ·
17 Che ·
18 Kenne ·
20 Wilmots ·
26 Kempeneers ·
27 Vreys ·
29 Pietermaat ·
30 Bammens ·
37 Francisco ·
40 Simba ·
45 Ndior ·
48 Abid ·
52 Sarfo ·
81 Mabanza ·
90 Kiankaulua ·
99 Van Landschoot ·
Coach: Stijnen